# ヘルゲート橋
ヘルゲート橋 (Hell Gate Bridge) は、アメリカ合衆国ニューヨークのイースト川に架かる鉄道橋。長さ310メートル (m) の鋼鉄アーチ橋である。クイーンズ区とブロンクス区を結んでいる。

## 名前
ヘルゲート (en:Hell Gate) という潮汐一衣帯水から付けられた。このヘルゲートは、元はオランダ人冒険家アドリアン・ブロックが冒険の際に記したオランダ語でイーストリバー全体を指す言葉として「澄んだ海峡」を意味する Hellegat （最初のオランダ語の地図では Helle Gadt ）と呼んでいたことから来ている。

## 歴史・交通
橋の構想は1900年代の初期からペンシルバニア鉄道によってニューヨークとニューイングランドを結ぶ路線のためになされていた。開通したのは1916年9月30日である。複々線用に建設されたが、利用されているのは旅客用の複線と貨物用の単線である。橋自体はアムトラックの所有物だが、アムトラックの旅客列車のほかにCSXトランスポーテーション、カナダ太平洋鉄道、ニューヨーク・アンド・アトランティック鉄道の貨物列車が通過する。
かつてこの橋の名が付いた列車「ヘルゲートエクスプレス」がニューヨーク・ペン駅 - ボストン南駅間に運行されていた。現在はアセラ・エクスプレスが同行程にて運行されている。
平行して道路用の吊り橋であるトライボロー橋が架かっている。